# Prillieuxina aquifoliacearum
Prillieuxina aquifoliacearum är en svampart som beskrevs av Hosag., K. Ravik. & Archana 2007. Prillieuxina aquifoliacearum ingår i släktet Prillieuxina och familjen Asterinaceae.   Inga underarter finns listade i Catalogue of Life.